# İbrahim Çallı

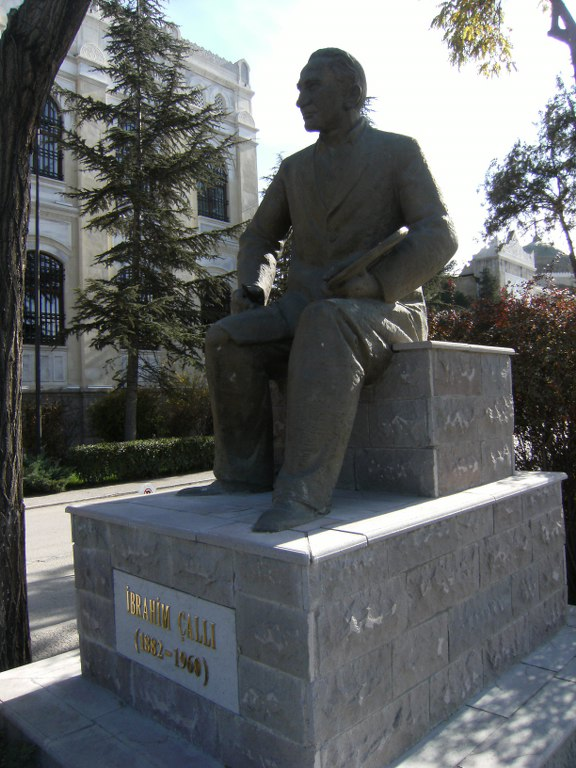
Statue von İbrahim Çallı in Ankara

İbrahim Çallı (* 13. Juli 1882 in Çal; † 22. Mai 1960 in Istanbul) war ein türkischer Maler. Er gilt als Wegbereiter des Impressionismus in der Türkei.

## Leben
Çallı besuchte die militärische Mittelschule (Rüştiye) in seinem Geburtsort und die Oberschule (Mülkiye İdadisi) in Izmir. Er studierte von 1906 bis 1910 am späteren Institut für schöne Künste in Istanbul und mit einem Stipendium bei Fernand Cormon in Paris. Seine Arbeiten aus den 1920er Jahren hatten expressionistische Einflüsse. In Frankreich lernte er die Malerei von Claude Monet, Camille Pissarro und Alfred Sisley kennen.
Zurück in Istanbul (1914) wurde er Mitglied des Malerverbandes. Bis in die 1940er Jahre war er Professor an der Akademie der Schönen Künste in Istanbul. Er wurde Mentor der sogenannten „Gruppe D“, einer Gruppe zeitgenössischer Maler, und fungierte als Kunstlehrer und Wegbereiter des Impressionismus in der Türkei.